# Koptský ritus
Koptský ritus, také označovaný jako egyptský,  je křesťanský ritus, který se používá v liturgii v Egyptě přibližně od 5. století. Vyvinul se z alexandrijského ritu, s nímž je někdy ztotožňován. Liturgickým jazykem byla původně řečtina (v Dolním Egyptě) a koptština (především v Horním Egyptě), později se prosadila nyní převládající arabština. Používá jej koptská pravoslavná církev a koptská katolická církev.